# Дивичани
Дивичани су насељено место у општини Јајце, Федерација Босне и Херцеговине, БиХ.
Према попису становништва из 1991. године место је имало 5.465 становника.
Национални састав:
- Хрвати — 2.950 (54%)
- Бошњаци — 2.333 (43%)
- Југословени — 63 (1%)
- Срби — 39 (1%)
- остали — 80 (1%)